# 佐々木貴宏
佐々木 貴宏（ささき たかひろ）は、日本のアニメーター。

## 参加作品
- コードギアス 反逆のルルーシュ（2006年 - 2007年、動画）
- 名探偵コナン（2007年 - 2008年、動画・原画）
- おねがいマイメロディ すっきり♪（2007年 - 2008年、原画）
- 絶対可憐チルドレン（2008年 - 2009年、原画）
- 乃木坂春香の秘密（2008年、原画）
- とらドラ!（2008年 - 2009年、原画）
- 乃木坂春香の秘密 ぴゅあれっつぁ♪（2009年、原画・作画監督・ED作画監督）
- バカとテストと召喚獣（2010年、原画・作画監督）
- ロウきゅーぶ!（2011年、プロップデザイン・総作画監督・作画監督・ED作画監督）
- 侵略!?イカ娘（2011年、作画監督）
- キルミーベイベー（2012年、作画監督）
- 偽物語（2012年、作画監督）
- アクセル・ワールド（2012年、キャラクター作画監督・原画・OP原画・ED原画）
- じょしらく（2012年、作画監督・OP原画）
- この中に1人、妹がいる!（2012年、OP原画）
- 劇場版 魔法少女まどか☆マギカ（2012年、作画監督）
- ささみさん@がんばらない（2013年、総作画監督・作画監督・作画監督協力・原画・OP原画）
- 帰宅部活動記録（2013年、キャラクターデザイン・総作画監督・OP作画監督・ED作画監督）
- 劇場版 HUNTER×HUNTER -The LAST MISSION-（2013年、作画監督）
- ニセコイ（2014年、OP原画）
- ラブライブ!The School Idol Movie (2014年、ライブパート作画監督・原画）
- ご注文はうさぎですか??（2015年、総作画監督・作画監督・ED作画監督・ED原画）
- ハイスクール・フリート（2016年、作画監督）
- AKIBA'S TRIP -THE ANIMATION-（2017年、総作画監督・作画監督協力・原画）
- アリスと蔵六（2017年、総作画監督・作画監督）
- ブレンド・S（2017年、総作画監督）
- スロウスタート（2018年、作画監督・作画監督補佐）
- あさがおと加瀬さん。（2018年、作画監督補佐・原画）
- ゾンビランドサガ（2018年、総作画監督補佐・作画監督・作画監督補佐・原画）
- 現実主義勇者の王国再建記（2021年、作画監督）
- くノ一ツバキの胸の内（2022年、作画監督・総作画監督）
- Do It Yourself!! -どぅー・いっと・ゆあせるふ-（2022年、作画監督）
- 姫様“拷問”の時間です（2024年、作画監督）